# 迈阿密设计区
迈阿密设计区（英語：Miami Design District）是美国佛罗里达州迈阿密-戴德县迈阿密的一个集购物、餐饮与文化体验于一体的综合性商业，这里汇聚了超过130家艺术画廊、设计展厅、创意服务机构、建筑事务所、奢侈品门店、古董商以及各类餐厅和酒吧。迈阿密设计区的地理范围大致以南部的北第36街、北部的北第43街、西部的西第1大道和东部的比斯坎大道为界。迈阿密设计区处于多个重要街区的交汇处，南接以街头艺术闻名的温伍德，北邻历史悠久的小海地和布埃纳维斯塔，东侧则是富裕的上东城。设计区的公共交通网络主要为迈阿密都会巴士，以及迈阿密仿古铛铛车比斯坎—布里克尔线。此外，距离设计区不到一英里的设有迈阿密地铁阿拉帕塔站。
迈阿密设计区的前身可追溯至1920年代，这片区域在当时是布埃纳维斯塔的一部分，这里曾是迈阿密家具制造业的中心。然而，随着制造业的衰落，该区域逐渐陷入萧条。直到21世纪初，在开发商克雷格·罗宾斯的推动下，这片区域迎来了大规模的市区重建。罗宾斯通过引入奢侈品牌和艺术资源，成功将这一区域转型为时尚与文化的聚集地，并将其命名为迈阿密设计区，而布埃纳维斯塔的其余部分则大多保留了1920年代的历史风貌。如今的设计区已成为奢侈品牌在迈阿密的集中地，路易威登、迪奥、普拉达、圣罗兰和爱马仕等国际大牌纷纷在此设立门店。此外，街区还拥有两家米其林指南收录、法国名厨若埃尔·罗比雄主理的餐厅，以及由名厨迈克尔·施瓦茨（Michael Schwartz）和明星夫妇格洛丽亚与埃米利奥·埃斯特凡经营的餐饮场所。艺术资源方面，公共区域陈列着巴克敏斯特·富勒（Buckminster Fuller）、马克·纽森（Marc Newsom）和乌尔斯·菲舍尔等艺术家的作品，同时还有当代艺术机构如迈阿密当代艺术研究所、洛卡斯特艺术空间等。